# Міста і роки (фільм, 1930)
Про однойменний двосерійний фільм 1973 року див. Міста і роки
«Міста і роки» (рос. «Города и годы») — радянський німий художній фільм 1930 року режисера Євгена Червякова, знятий за однойменним романом Костянтина Федіна. Фільм зберігся без 3-ї і 5-ї частин.

## Сюжет
У фільм майже ідентично перенесена сюжетна канва першоджерела, хоча й присутні сценарні спрощення і скорочення, властиві екранізаціям об'ємних літературних форм. Основне значення даного твору, на думку критиків, становить «висока образотворча культура фільму. Декорації Мейнкіна дуже точні, вірно малюють Німеччину. Зйомки Бєляєва — експресивні, наповнені справжнім пафосом і трагізмом. Особливо виразні сцени в башкирському степу. Їх Червяков добре знав з юнацьких літ, по громадянській війні, по своїй службі в Червоній Армії. Ніч, туман, небезпека, зрада… Різкі світлові відблиски виривають з імли обличчя героїв — кам'яну жорстокість Шенау, розгубленість і благання Старцова, гнів і безжалісність Вана. Монтаж і композиція кадрів підпорядковані чітко вираженому настрою тривоги, відчаю».

## У ролях
- Бернгард Ґецке — майор фон Шенау
- Іван Чувєлєв — Старцев
- Геннадій Мічурін — інженер Курт
- Софія Магарілл — Марі Урбах
- Андрій Костричкін — Бірман, соціал-демократ
- Леонід Кміт — червоноармієць
- Давид Гутман — заводчик Урбах
- Євген Червяков — епізод
- Володимир Гардін — епізод
- Сергій Поначевний — людина в трактирі

## Знімальна група
- Режисер — Євген Червяков
- Сценаристи — Натан Зархі, Дмитро Толмачов, Євген Червяков
- Оператори — Святослав Бєляєв, Олександр Сігаєв
- Композитор — Дмитро Астраданцев
- Художник — Семен Мейнкін